# Semtinská lípa
Semtinská lípa, někdy komoleno na snáze vyslovitelné Semtínská lípa, byl památný strom u jihovýchodního okraje Českého ráje, stojící při silnici mezi Sobotkou a Podkostí.

## Základní údaje
- název: Semtinská lípa, Semtínská lípa, Šrámkova lípa[2], Žižkova lípa[4]
- výška: 35 m (1993)[1], 33 m (1996, AOPK)
- obvod: 800 cm (1993)[1], 787 cm (1996, AOPK)
- věk: 270-300 let, 280 let (1993, AOPK)
- sanace: 1911, 1971, 1983, 1990, 1997
- zdravotní stav: 2 (1993), 3 (1996), 5 (2000)

Lípa rostla na nezalesněném návrší poblíž zaniklého dvora Semtiny, od kterého odvozuje své jméno. Jde o místo větrné a vcelku nehostinné, poskytující však dobrou viditelnost i výhled do kraje. Strom byl rozpoznatelný z Kozákova, Ještědu, Bezdězu a prý i z Krkonoš. A samozřejmě z většiny blízkých vyhlídek jako je ochoz zámku Humprecht, věž hradu Kost nebo hrad Trosky.

## Stav stromu a údržba
V roce 1911 byla koruna zpevněna táhly. Lípa začala znatelně chřadnout již v sedmdesátých letech 20. století. Nejprve se z její koruny začaly vylamovat silné větve, pak ji poškodilo několik vichřic a zásah bleskem. Počátkem srpna 1983 prošla nad krajem bouře, která vylomila jednu z hlavních větví koruny a otevřela velkou ránu, kterou už lípa nedokázala zacelit. Padla při silné bouři 27. května roku 2000. Její zbytky byly pietně ponechány na místě, oploceny plaňkovým plotem a torzo kmene přikryto šindelovou střechou. V sobotu 26. května 2012 se torzo lípy stalo cílem útoku, policie hledá vandala, který objemný kmen úmyslně či z nedbalosti zapálil. Požárníci pro uhašení torza spotřebovali 20 tisíc litrů vody, později však z dutiny začal znovu vycházet dým, a tak po dohodě se zástupci CHKO Český ráj došlo k rozřezání ohořelého torza a kompletnímu dohašení.

## Památné a významné stromy v okolí
Původně byly vysazeny stromy dva, po stranách barokní sochy sv. Jana Nepomuckého z roku 1728 od Josefa J. Jelínka (socha byla po rekonstrukci umístěna dál od stromu). Západní lípa (při pohledu od silnice pravá) byla vyvrácena vichřicí v roce 1858.
V místě rostou dvě mladé lipky. Jedna vyrůstá jako výmladek z kořenů Semtinské lípy. Její koruna byla ožehnuta při požáru torza v květnu 2012. Druhá byla vysazena ještě před zánikem Semtinské lípy 19. listopadu 1983 k příležitosti znovuotevření Národního divadla (tuto požár v roce 2012 nepoškodil). V okolí byly jako památné stromy vyhlášené:
- Lípy na Malé Lhotě
- Lípy u svatého Prokopa
- Stromy v Nepřívěci

## Obraz v kultuře

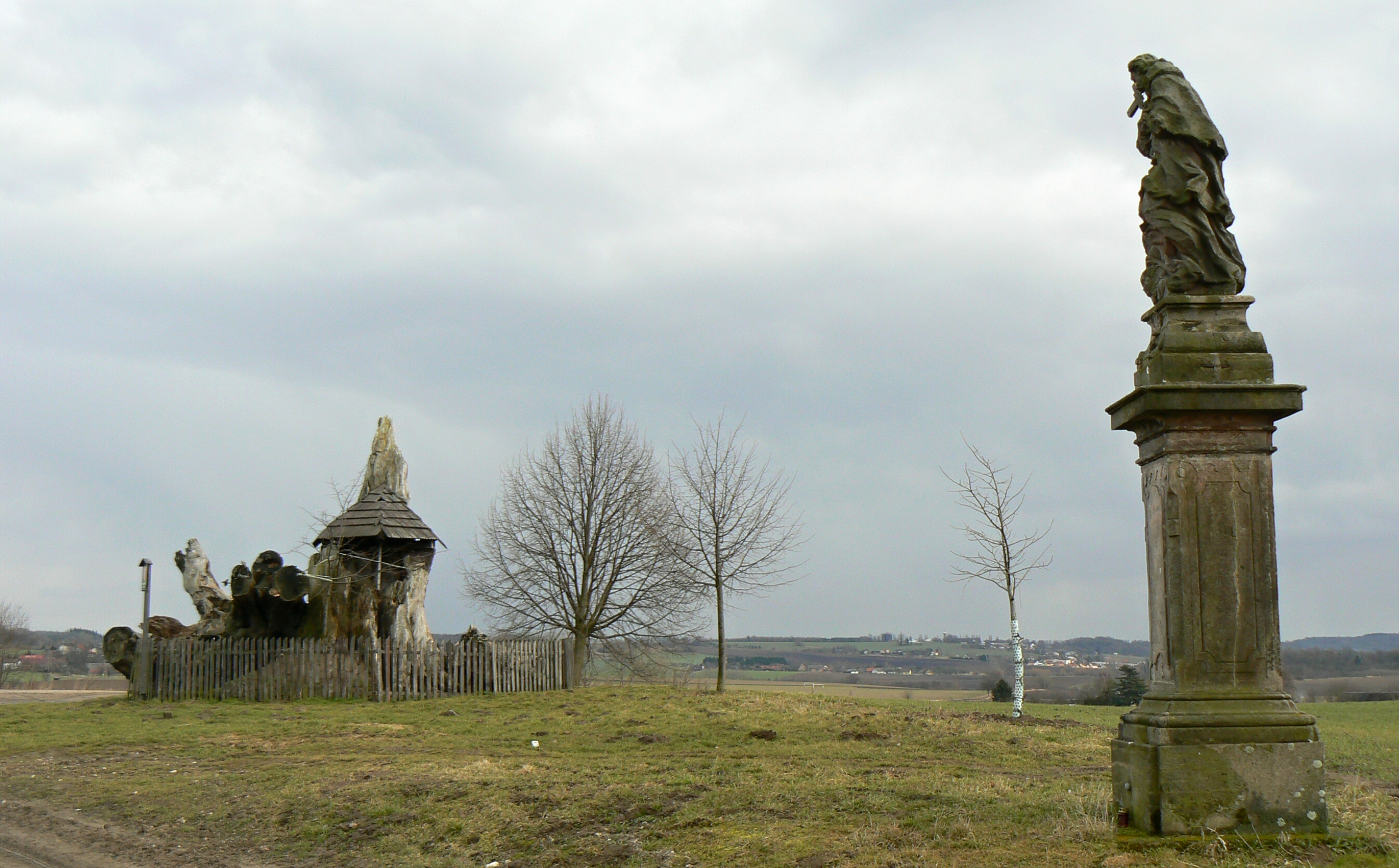
torzo, lipka a socha v březnu 2009

Semtinskou lípu jako památný strom opěvoval Fráňa Šrámek. Dnes je považována za jeden ze symbolů Sobotecka.
| „              | Tam u nás doma z mnoha míst tesknota k srdci míří, však zajdi k lípě Semtinské a dohoukají výři… | “ |
| — Fráňa Šrámek |                                                                                                  |   |